# Tournefortia schiedeana
Tournefortia schiedeana là loài thực vật có hoa trong họ Mồ hôi. Loài này được G. Don miêu tả khoa học đầu tiên năm 1838.